# Arat Kilo
Arat Kilo est un groupe d'éthio-jazz français, originaire de Paris. Le groupe compte à son actif trois albums studio et deux EP.

## Biographie
Le groupe est formé à Paris sous l’impulsion de Michaël Havard. L'année suivante, en 2009, ils enregistrent leur premier EP 6 titres, intitulé Ethiopic Jazz, comprenant Falaga, Addis Polis, Get a Chew, Mètché Nèw, Farenj Blues et Yékatit. Plus tard encore, ils réalisent leur premier album, intitulé A Night in Abyssinia, en 2011, avec comme invités Rokia Traoré, Mulatu Astatke et Socalled. L'album est publié et distribué par les labels Only Music, Milan Music, et Universal.
En 2013, ils publient un autre EP 6 titres, intitulé 12 Days in Addis, au label Only Music, contenant des featurings avec Sintayehu « Mimi » Zenebe, surnommée La Édith Piaf éthiopienne (Lonmewo Lalie, Sugal Yelem), et Nardos Tesfaw et Fendika (Belu Inji). Entre 2015 et 2016, la composition du groupe évolue : Aristide Gonçalves remplace Camille Floriot, Florent Berteau remplace Arnold Turpin et le groupe accueille un 6e membre aux percussions : Gérald Bonnegrace (aka G's Way). l'année 2016 assiste à la sortie de leur deuxième album, Nouvelle fleur, un double album publié par les labels Eklektik et L'Autre Distribution, qui contient des featurings avec Mike Ladd, Nardos Tesfaw (Lancinant), Mamani Keïta (Madala), David Neerman (Nouvelle fleur), Bruck Tesfaye (Mestefeker) et Rocé (Résister).
En 2018, ils sortent leur troisième album, Visions of Selam, enregistré avec Mamani Keïta et Mike Ladd,, publié au label Accords Croisés, et distribué par PIAS,,. Il est nommé coup de cœur Musiques du Monde 2018 de l'Académie Charles-Cros.

## Style musical et thèmes
Pour FIP, « Arat Kilo entretient et renouvelle la fièvre éthio-jazz du Swinging' Addis des années 70, l'âge d'or de la musique éthiopienne où des musiciens comme Mulatu Astatke, Alémyahu Esthete, Girma Bèyènè ou Hailu Mergia bravèrent la censure établie par Haïlé Sélassié en métissant les traditions amhariques à la soul, au jazz ou à la pop occidentale ».
Pour Samuel Hirsch, bassiste du groupe, « l’intérêt pour l’Éthiopie » vient, entre autres, du fait que son père, « prof enseignant l’histoire de l’Éthiopie, y a vécu assez longtemps et que j’ai fait des allers-retours pour le voir ».

## Membres

### Membres actuels
- Michaël Havard — saxophone baryton, alto, flûte traversière
- Aristide Gonçalves — trompette, bugle, claviers (depuis 2015)
- Fabien Girard — guitare électrique, balafon
- Samuel Hirsch — basse, glockenspiel
- Florent Berteau — batterie (depuis 2015)
- Gérald Bonnegrace — percussions (depuis 2015)

### Anciens membres
- Camille Floriot — trompette, ney, clarinette, basse (2008—2015)
- Arnold Turpin — batterie (2008—2015)

## Discographie

### Albums studio
- 2011 : A Night in Abyssinia (Only Music, Milan Music, Universal)
- 2016 : Nouvelle fleur (auto-produit, distribué par L'Autre Distribution)
- 2018 : Visions of Selam (avec Mamani Keïta et Mike Ladd) (Accords Croisés, PIAS)

### EP
- 2009 : Ethiopic Jazz ou Arat Kilo (6 titres, auto-produit[10])
- 2013 : 12 Days in Addis (Only Music)